# بئر الكدمة (تبن)

تعديل مصدري - تعديل

بئر الكدمة هي إحدى قرى عزلة الحوطة بمديرية تبن التابعة لمحافظة لحج، بلغ تعداد سكانها 294 نسمة حسب تعداد اليمن لعام 2004.